# Węglan baru
Węglan baru, BaCO
3 – nieorganiczny związek chemiczny, sól kwasu węglowego i baru.

## Otrzymywanie
Jest otrzymywany praktycznie wyłącznie przez wytrącanie z roztworów siarczku baru za pomocą CO
2 lub Na
2CO
3:
- BaS + CO
2 + H
2O  →  H
2S + BaCO
3↓

lub
- BaS + Na
2CO
3  →  Na
2S + BaCO
3↓

## Właściwości
Węglan baru w temperaturze pokojowej jest drobnokrystalicznym ciałem stałym barwy białej, bardzo słabo rozpuszczalnym w wodzie, 14 mg/l. Tworzy rombowe kryształy (forma γ), które w temperaturze ponad 803 °C przechodzi w odmianę heksagonalną β, zaś powyżej 980 °C w odmianę regularną α.
Podczas prażenia >1000 °C następuje jego rozkład z wydzieleniem dwutlenku węgla:
BaCO
3  ⇄  BaO + CO
2↑
W obecności węgla reakcja ta przebiega w znacznie niższej temperaturze i jest wykorzystywana do produkcji tlenku baru.

## Zastosowanie
Poza wspomnianą produkcją tlenku baru, BaCO
3 jest substratem do otrzymywania wielu innych soli baru, np.:
- BaCO
3 + 2HClaq  →  BaCl
2 + H
2O + CO
2↑
- BaCO
3 + 2HFaq  →  BaF
2 + H
2O + CO
2↑
- BaCO
3 + 2HNO
3  →  Ba(NO
3)
2 + H
2O + CO
2↑
- BaCO
3 + FeI
2aq  →  BaI
2 + H
2O + FeCO
3
- BaCO
3 + KCr
2O
7  →  BaK(Cr
2O
7)
3 (bladożółty „pigment E”) + K
2CO
3
- BaCO
3 + TiO
2  →  BaTiO
3 + CO
2↑

Inne związki o
Jest często stosowany w przemyśle ceramicznym. W produkcji cegieł jest dodawany do masy ceramicznej w celu wytrącenia rozpuszczalnych siarczanów, które powodują odbarwianie produktu i wykwity. Inne zastosowania to produkcja szkliw oraz nadprzewodników wysokotemperaturowych, a także przy produkcji kineskopów (zapobiega wydostawaniu się z nich promieni X).
.

## Toksyczność
Właściwości toksykologiczne tego związku nie zostały jednak dokładnie zbadane. Przypuszcza się, że ze względu na roztwarzanie BaCO
3 w kwaśnym soku żołądkowym, efekt spożycia BaCO
3 może być zbliżony do skutków spożycia BaCl
2. W badaniach na zwierzętach nie stwierdzono działania drażniącego na skórę i oczy ani reakcji uczuleniowych. W badaniu pracowników zakładów ceramicznych narażonych na kontakt z pyłem BaCO
3 przez 7–27 lat nie stwierdzono żadnych specyficznych objawów zatruć przewlekłych.